# (541060) 2018 CW8
(541060) 2018 CW8 es un asteroide que forma parte del cinturón interior de asteroides descubierto el 16 de febrero de 2007 por el equipo del Catalina Sky Survey desde el Catalina Sky Survey, Arizona, Estados Unidos.

## Designación y nombre
Designado provisionalmente como 2018 CW8.

## Características orbitales
2018 CW8 está situado a una distancia media del Sol de 1,967 ua, pudiendo alejarse hasta 2,143 ua y acercarse hasta 1,791 ua. Su excentricidad es 0,089 y la inclinación orbital 18,63 grados. Emplea 1007,84 días en completar una órbita alrededor del Sol.

## Características físicas
La magnitud absoluta de 2018 CW8 es 17,4. 